# Tesseract
Tesseract (с англ. — «тессеракт», от др.-греч. τέσσαρες ἀκτῖνες — «четыре луча») — свободная компьютерная программа для распознавания текстов, разрабатывавшаяся Hewlett-Packard с середины 1980-х по середину 1990-х, а затем 10 лет «пролежавшая на полке». В августе 2006 г. Google купил её и открыл исходные тексты под лицензией Apache 2.0 для продолжения разработки. В настоящий момент программа уже работает с UTF-8, поддержка языков (включая русский с версии 3.0) осуществляется с помощью дополнительных модулей.

## История
Ядро программы Tesseract было разработано в Бристольской лаборатории Hewlett Packard и в Hewlett Packard Co, Greeley штат Колорадо в 1985—1994 годах. В 1996 были проведены значительные изменения и подготовлен порт для Windows. Затем, с 1998 года — частичная миграция с C на C++. Значительная часть кода изначально написана на C, но проводились доработки для совместимости с C++ компиляторами.
В настоящее время Tesseract 3.0 собирается под Linux с GCC 2.95 и старше и под Windows с Visual C++ 2008 Express и старше (поддержка Visual C++ 6 была удалена в версии 3.0).
На данный момент последней версией является Tesseract 5.0, основанная на LSTM. 

## Графические интерфейсыдля Tesseract
Для Linux
- YAGF
- OCRFeeder
- gImageReader

Для Windows
- gImageReader
- FreeOCR
- PDF24

## Сайты на базе движка Tesseract
- Распознавание текста в изображениях
- Free Online OCR

## Зависимости
- Leptonica

## Интересные факты
Программа Tesseract используется менеджером загрузок Tucan Manager для распознавания текстов в тестах CAPTCHA.